# Герман (округ Додж, Вісконсин)
Герман (англ. Herman) — місто (англ. town) в США, в окрузі Додж штату Вісконсин. Населення — 1135 осіб (2020).

## Демографія
Згідно з переписом 2010 року, у місті мешкало 1108 осіб у 405 домогосподарствах у складі 321 родини. Було 423 помешкання
Расовий склад населення:
| - 98,3 % — білих - 0,5 % — корінних американців - 0,2 % — азіатів |

До двох чи більше рас належало 1,0 %. Частка іспаномовних становила 0,5 % від усіх жителів.
За віковим діапазоном населення розподілялося таким чином: 23,0 % — особи молодші 18 років, 64,5 % — особи у віці 18—64 років, 12,5 % — особи у віці 65 років та старші. Медіана віку мешканця становила 42,6 року. На 100 осіб жіночої статі у місті припадало 110,2 чоловіків;  на 100 жінок у віці від 18 років та старших — 108,6 чоловіків також старших 18 років.
Середній дохід на одне домашнє господарство  становив 85 506 доларів США (медіана — 81 250), а середній дохід на одну сім'ю — 84 132 долари (медіана — 81 154). Медіана доходів становила 51 214 долари для чоловіків та 38 077 доларів для жінок. За межею бідності перебувало 2,4 % осіб, у тому числі 1,5 % дітей у віці до 18 років та 0,0 % осіб у віці 65 років та старших.
Цивільне працевлаштоване населення становило 651 особа. Основні галузі зайнятості: виробництво — 28,1 %, освіта, охорона здоров'я та соціальна допомога — 18,4 %, сільське господарство, лісництво, риболовля — 11,1 %, будівництво — 10,9 %.